# Buenos Aires, Ozuluama de Mascareñas
Buenos Aires är en ort i Mexiko.   Den ligger i kommunen Ozuluama de Mascareñas och delstaten Veracruz, i den sydöstra delen av landet, 280 km nordost om huvudstaden Mexico City. Buenos Aires ligger 29 meter över havet och antalet invånare är 110.
Terrängen runt Buenos Aires är platt. Runt Buenos Aires är det glesbefolkat, med 18 invånare per kvadratkilometer. Närmaste större samhälle är Los Altos, 9,8 km söder om Buenos Aires. Trakten runt Buenos Aires består till största delen av jordbruksmark.